# Mali Breg
Mali Breg je naselje v Občini Slovenske Konjice.